# Megaselia parumhirta
Megaselia parumhirta är en tvåvingeart som beskrevs av Rudolf Beyer 1965. Megaselia parumhirta ingår i släktet Megaselia och familjen puckelflugor. Inga underarter finns listade i Catalogue of Life.